# Vlothoer Straße 15

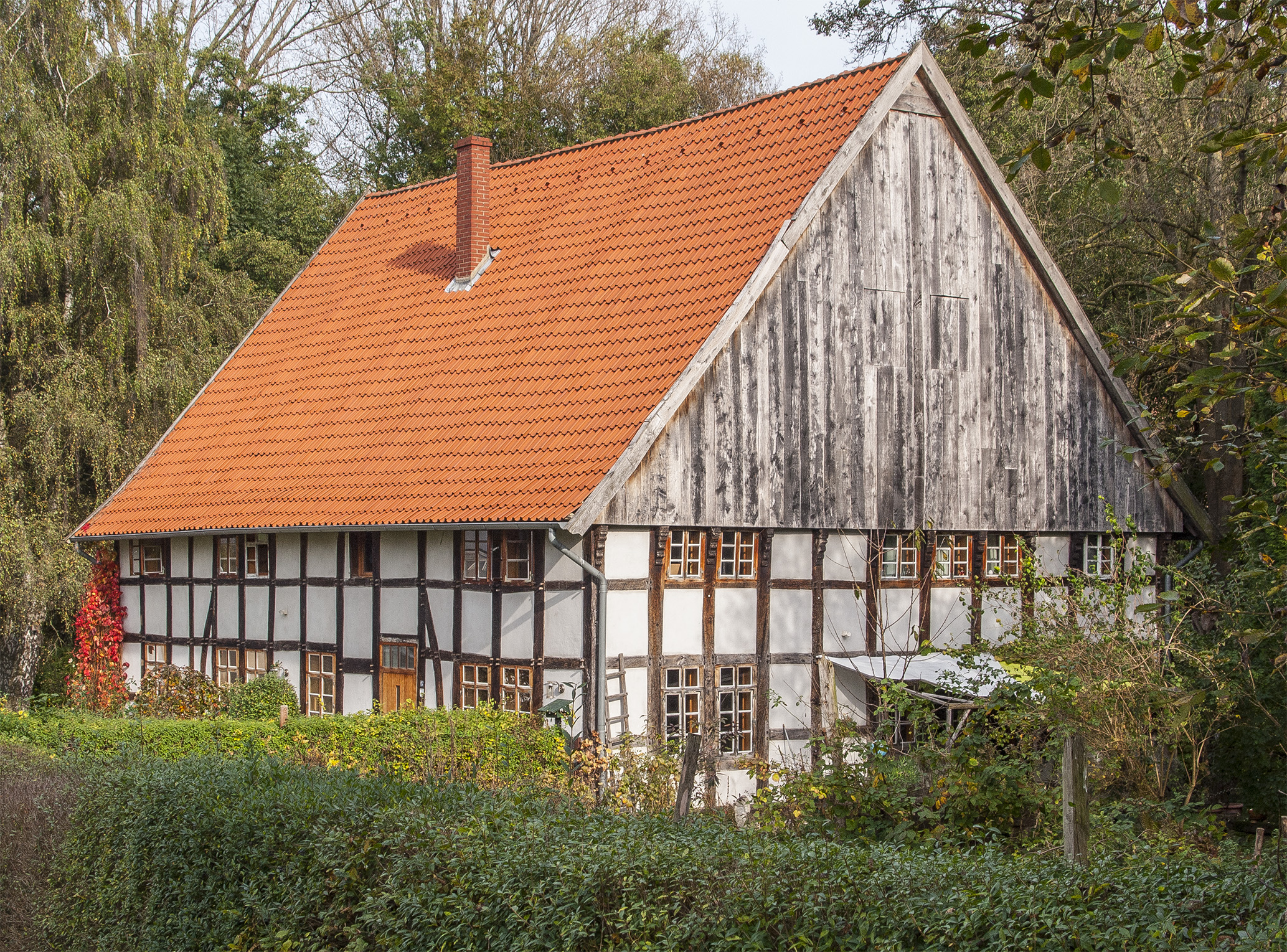
Das Gebäude im Oktober 2014

Das Gebäude Vlothoer Straße 15 ist ein mit der Nummer 174 in die Denkmalliste der Stadt Bad Salzuflen im nordrhein-westfälischen Kreis Lippe in Deutschland eingetragenes Baudenkmal.
Die Eintragung erfolgte am 19. Juni 1997; Grundlage für die Aufnahme in die Denkmalliste ist das Denkmalschutzgesetz Nordrhein-Westfalens (DSchG NRW).

## Lage
Das 1746 als Teil des „Töns-Jobst-Harde“-Hofes errichtete Fachwerk-Bauernhaus steht in der Mitte des Bad Salzufler Ortsteils Wüsten, nördlich der Kreuzung von Kirchheider –, Salzufler – und Vlothoer Straße.
Mit der Zusammenlegung von Ober- und Unterwüsten sowie der Eingemeindung Wüstens nach Bad Salzuflen und der Vergabe von (neuen) Straßennamen bekam das Grundstück „Unterwüsten Nr. 23“ die Anschrift „Vlothoer Straße 15“.

## Geschichte und Beschreibung
Ein früheres an dieser Stelle gebautes Wohnhaus wurde erstmals im Landesschatzregister 1616 erwähnt. Der damalige Bewohner Tönieß oder Hoßmeister hatte „Ihrer Gnaden 6 Groschen Landschatz“ als Barabgabe zu entrichten sowie „7 Taler und 15 Groschen“ Schulden abzuzahlen.
Bei dem Baudenkmal handelt es sich um ein Vierständerhaus auf Natursteinsockel mit Putz-Ausfachungen, gedecktem Satteldach und einem auf gekehlten Knaggen vorkragendem Wirtschaftsgiebel. Der Dachstuhl ist als Hochsäulenkonstruktion mit Kehlbalkenlage ausgeführt. Am gesamten 
Gebäude befinden sich historische Fenster unterschiedlicher Bauzeit.

Das Torgestell des Mitteldeelenbogens ist mit Blüten, Ranken und Sternen in den Bügen verziert. Die bemerkenswerte Torbogeninschrift – die Brautleute, Christian Grotegut (~1713–1758) und Anna Ilsabein Kehde (~1713–1796), tragen noch ihre Geburtsnamen, nicht den Hofnamen – des Bauernhauses lautet:

„PSALM 16 V 3 • BEFIEHLE DEM HERREN DEINE WERCKE SO WERDEN DEINE AN
SCHLAGE FORTGEHEN. DAS ENDE EINES DINGES IST BESSER DEN SEIN ANFANG. PRED. SAL 7 V 9
CHRISTIAN GROHTEGUTH UND ANNA ILSABEIN KEHDEN HABEN DIS HAUS LASSEN
BAUEN DURCH M. HERM STURHAHN DEN 2TEN IULY ANNO 1746“

Die ehemalige Durchgangsdeele ist mit geschweiften Kopfbändern zur Aussteifung der Ständer-Deckenbalkenkonstruktion versehen. Beidseitig der Deele sind die Raumstrukturen mit Speicherräumen über den Ställen, sogenannten Hillen, erhalten.
Das Gebäude ist heute in privatem Besitz der Familie Gerstendorf-Welle.

## Baudenkmal
Der 1746 errichtete Vierständerbau ist bedeutend für die Stadt Bad Salzuflen, insbesondere den Stadtteil Wüsten und die Entwicklung der landwirtschaftlichen Lebens-, Arbeits- und Produktionsverhältnisse. Er ermöglicht, eine authentische Vorstellung der Funktionsabläufe in einem Bauernhaus seit der Mitte des 18. Jahrhunderts 
und veranschaulicht das Leben und Arbeiten unter einem Dach mit dem Vieh.

An der Erhaltung und Nutzung gemäß § 2.1 DSchG NW besteht daher aus wissenschaftlichen, insbesondere ortshistorischen und volkskundlichen-hauskundlichen Gründen ein öffentliches Interesse. Volkskundliche Gründe werden angeführt, weil an diesem Objekt das Leben einer bäuerlichen Familie seit der Mitte des 18. Jahrhunderts nachvollziehbar wird, und weil das Gebäude Auskunft gibt über den Brauch, über dem Torgestell Inschriften anzubringen. Hauskundliche Gründe werden darüber hinaus angeführt für das öffentliche Erhaltungsinteresse, weil dieses Fachwerkhaus Auskunft gibt über den Stand der Verzimmerungstechnik der Bauzeit.